# 馬洛克灣
79°8′S 160°40′E / 79.133°S 160.667°E
馬洛克灣（英語：Mulock Inlet），是南極洲的海灣，位於維多利亞地的希拉里海岸，寬18公里，由英國探險隊以英國皇家海軍的中尉測量員命名，現時由南極條約體系管理。

## 腳註

### 外部資料
- Alberts, Fred G. (编),  (PDF) 2, United States Board on Geographic Names, 1995  [2023-12-03], （原始内容 (PDF)存档于2021-05-02）  本条目引用的公有领域材料来自United States Board on Geographic Names的网站或文档。